# ريتا ويليامز
ريتا ويليامز (بالإنجليزية: Rita Williams)‏ مواليد 14 يناير 1976 في نوروولك، هي لاعبة كرة سلة أمريكية معتزلة. بدأت مسيرتها الاحترافية في سنة 1998. تم اختيارها من قبل فريق واشنطن ميستيكس خلال الدرافت. يبلغ طولها 5 قدم 6 بوصة (1.7 م). لعبت كرة السلة الجامعية في جامعة كونيتيكت. اعتزلت اللعب في 2003.

## المسيرة الاحترافية
لعبت مع واشنطن ميستيكس في موسم 1998–1999، ثم لعبت مع إنديانا فيفر من سنة 2000 إلى 2002، ثم لعبت مع هيوستن كومتز في سنة 2002، ثم لعبت مع سياتل ستورم في سنة 2003.

## روابط خارجية
- ريتا ويليامز على موقع الاتحاد الوطني لكرة السلة النسائية (الإنجليزية)
- ريتا ويليامز على موقع كرة السلة الأوروبية.كوم (الإنجليزية)
- ريتا ويليامز على موقع كلية كرة السلة في سبورتس رفرنس.كوم (الإنجليزية)
- ريتا ويليامز على موقع بروبوليرز (الإنجليزية)
- ريتا ويليامز على موقع سبورتس رفرنس (الإنجليزية)